# Burg Świecie
Die Ruine der Burg Świecie (deutsch Burg Schwerta, 1937–1945: Schwertburg) liegt im Dorf Świecie (Schwerta), das seit 1945 zur Stadt-und-Land-Gemeinde Leśna (Marklissa) im Powiat Lubański in Polen gehört, etwa fünf Kilometer südlich von Leśna auf einem Gneisfelsen.

## Geschichte
Erstmals erwähnt wurde die Burg „Sweta“, die zum Queiskreis in der Oberlausitz gehörte, im Vertrag vom 3. Mai 1329, in dem Herzog Heinrich I. von Schweidnitz und Jauer die Rückgabe des Landes Görlitz an den böhmischen König Johann von Luxemburg bestätigte. Der Queiskreis, der aus den Bezirken der Burgen „Sweta“ „Caychaw“ und „Lesna“ bestand, sollte jedoch weiterhin im Besitz Heinrichs I. verbleiben. Es ist nicht bekannt, von wem die Burg Schwerta errichtet wurde. Es ist möglich, dass sie vor der Festlegung der Queisgrenze vor 1241 entstand und auf eine Anlage der piastischen Herzöge von Schlesien zurückgeht, die damit Einfluss auf die Grenzziehung entlang dem Queis nehmen wollten.
Zum Burgbezirk Schwerta, der aus etwa zwei Fünftel des Queiskreises bestand, gehörten zunächst die Dörfer und Rittersitze Schwerta, Gebhardsdorf und Meffersdorf. Nach dem Tod des Herzogs Heinrich I. 1346 fiel der Queiskreis durch Heimfall als erledigtes Lehen an die Krone Böhmen. Spätestens 1385 gelangten Burg und Herrschaft Schwerta an das Adelsgeschlecht Uechtritz. Sie legten 1550 das Dorf (Alt) Scheibe an, das ebenfalls zum Burgbezirk Schwerta gehörte. Nach einem Brand 1527 wurde die Burg von ihnen wiederhergestellt und vergrößert.
Nach dem Erlöschen des Schwertaer Zweigs der Uechtritz zerfiel die Herrschaft Schwerta 1592 in drei Teile, die bis 1638 in der Hand eines anderen Familienzweiges der Uechtritz verblieben:
- Schwerta, mit etwa 13 km²
- Gebhardsdorf mit etwa 15 km² mit der Exulantensiedlung Estherwalde
- Meffersdorf mit etwa 12 km². 1667 entstand auf Meffersdorfer Grund die Exulantensiedlung Wigandsthal.

1635 fielen Burg und Herrschaft Schwerta zusammen mit dem Queiskreis an das evangelische Kurfürstentum Sachsen. 1665 wurde Schwerta von Daniel von Loeben erworben, dem 1719 der sächsische Feldmarschall Jakob Heinrich von Flemming folgte, der sie nach sechs Jahren dem polnisch-sächsischen Minister Jan Kazimierz Rayski weiterverkaufte. 1729 übernahm August der Starke Burg und Herrschaft Schwerta und verkaufte sie dem Obersten Wolf Adolf von Gersdorff.
Nach dem Wiener Kongress 1815 fiel Schwerta zusammen mit der Ostoberlausitz einschließlich Lauban und dem Queiskreis an Preußen. Das Gebiet wurde der Provinz Schlesien eingegliedert, mit der es seine weitere Geschichte teilte. Die seit 1760 unbewohnte Burg Schwerta brannte 1820 nieder. Die Ruine wurde nicht wiederaufgebaut. Ernst von Gütschow, der Besitzer der Burg Tzschocha, beabsichtigte, die Burg wieder aufzubauen, was jedoch wegen des Ersten Weltkriegs nicht zustande kam. Als Folge des Zweiten Weltkriegs wurde das Gebiet 1945 an Polen abgetreten und die urbane deutsche Bevölkerung zwangsausgesiedelt.